# Березуг (Березугское сельское поселение)
Березуг — деревня в Селижаровском районе Тверской области. Центр Березугского сельского поселения.

## География
Расположена в 12 километрах к северо-востоку от районного центра Селижарово. К югу от Селижарова (10 км) находится ещё одна деревня Березуг.

## История
Во второй половине XIX — начале XX века деревня Березуг относилась к Голенковскому приходу и была центром Березугской волости Осташковского уезда. В 1889 году в деревне 90 дворов, 558 жителей; население волости — 1854 жителя.
В 1940 году деревня центр Березугского сельсовета в составе Кировского района Калининской области.
В 1997 году — 82 хозяйства, 212 жителей. Администрация Березугского сельского округа, агропромышленное предприятие «Березуг» (ранее колхоз им. 8 Марта), неполная средняя школа, ДК, библиотека, медпункт, магазин.

## Население
| 1859 | 1889 | 1997 | 2002 | 2010 |
| ---- | ---- | ---- | ---- | ---- |
| 346  | ↗558 | ↘212 | ↘156 | ↗168 |